# یحیی دوم ادریسی
یحیی بن یحیی بن محمد، ششمین فرمانروا و سلطان مراکش از دودمان ادریسی بود. او در سال ۸۶۴ پس از وفات پدرش بر تخت نشست و تا ده سال بعد (۸۷۴ میلادی) بر مراکش حاکمیت می‌کرد. پس از او، پسرعموی پدرش (علی دوم) به سلطنت مراکش رسید.